# Uppsala kammarkör
Uppsala kammarkör är en kammarkör i Uppsala, grundad 1993 av Erik Hellerstedt. De fem första åren var Uppsala kammarkör en del av Uppsala studentprästers verksamhet. Sedan 1998 är kören fristående och oberoende av såväl kyrka som universitet. Uppsala kammarkör vann 1998 delat andra pris i Kör-SM, Toner för miljoner. Körens första CD, O Magnum Mysterium, spelades in hösten 2006. Hösten 2007 framförde kören Carl Orffs Carmina Burana för första gången i Uppsala konserthus.